# Stevan Faddy
Stevan Faddy (in montenegrino: Стеван Фeди; Cattaro, 2 settembre 1986) è un cantante pop montenegrino, con lontane radici scozzesi.
Vincendo la competizione canora nazionale il 25 febbraio 2007 con la canzone Ajde, Kroči, si è aggiudicato la partecipazione all'Eurovision Song Contest 2007 tenutasi ad Helsinki.